# Атомоксетин
Атомоксетин (англ. Atomoxetine, лат. Atomoxetinum) — синтетичний лікарський препарат, який є похідним фенілпропану, що застосовується для лікування синдрому порушення активності та уваги. Атомоксетин застосовується перорально. Атомоксетин розроблений у лабораторії компанії «Eli Lilly», та застосовується клінічній практиці з 2002 року.

## Фармакологічні властивості
Атомоксетин — лікарський засіб, який є похідним фенілпропану. Механізм дії препарату точно не встановлений, найімовірнішим механізмом дії є інгібування пресинаптичного переносника норадреналіну, без помітного прямого впливу на переносники серотоніну і дофаміну. Атомоксетин не належить до групи психостимуляторів, та не є похідним амфетаміну. Препарат застосовується для лікування синдрому порушення активності та уваги в дітей та підлітків, може також застосовуватися при синдромі шкільної дезадаптації. Атомоксетин також знижує вираженість симптомів тривоги, а також знижує прояви неуважності, гіперактивності та імпульсивності. При застосуванні препарату спостерігається незначна кількість побічних ефектів, які рідко призводять до відміни препарату, і при його застосуванні не спостерігаються симптоми залежності та звикання до препарату. Атомоксетин за даними клінічних досліджень є ефективним у лікуванні нікотинової залежності.

### Фармакокінетика
Атомоксетин добре і швидко всмоктується після перорального застосування, біодоступність препарату коливається від 63 до 94 % у осіб з різними типами метаболізму. Максимальна концентація атомоксетину в крові досягається протягом 1—2 годин після прийому препарату. Атомоксетин майже повністю (на 98 %) зв'язується з білками плазми крові. Препарат проникає через гематоенцефалічний бар'єр, через плацентарний бар'єр, даних за виділення в грудне молоко людини немає. Метаболізується атомоксетин у печінці з утворенням активного метаболіту. Виводиться препарат із організму переважно у вигляді метаболітів із сечею. Період напіввиведення атомоксетину становить у середньому 3,6 години в осіб із вираженим метаболізмом, у осіб із зниженим метаболізмом цей час 21 годину.

## Покази до застосування
Атомоксетин застосовується для лікування синдрому порушення активності та уваги у дітей від 6 років, а також підлітків і дорослих.

## Побічна дія
При застосуванні атомоксетину побічні ефекти є нечастими, та рідко призводять до відміни препарату. Найчастішими серед побічних ефектів препарату є:
- Алергічні реакції та з боку шкірних покривів — шкірний висип, свербіж шкіри, дерматит, гіпергідроз, грипоподібний синдром.
- З боку травної системи — нудота, блювання, діарея або запор, біль у животі, сухість у роті, диспепсія, метеоризм, зниження апетиту.
- З боку нервової системи — підвищена стомлюваність, головний біль, запаморочення, загальна слабкість, дратівливість, безсоння, порушення просипання, суїцидальні думки.
- З боку серцево-судинної системи — тахікардія, синдром Рейно, артеріальна гіпертензія, приливи крові.
- З боку сечостатевої системи — дисменорея, простатит, еректильна дисфункція, зниження лібідо, порушення оргазму, порушення еякуляції, дизурія, затримка сечопуску.

## Протипокази
Атомоксетин протипоказаний при підвищеній чутливості до препарату, одночасному лікуванні інгібіторами моноамінооксидази, феохромоцитомі, закритокутовій глаукомі, дітям віком до 6 років.

## Форми випуску
Атомоксетин випускається у вигляді желатинових капсул по 0,01; 0,018; 0,025; 0,04; 0,06; 0,08 і 0,1 г.